# 미켈란젤로 (닌자 거북이)
미켈란젤로(Michelangelo)는 만화 닌자 거북이에 나오는 캐릭터이다.

## 개요
주황색 두건을 착용하고 있으며, 라파엘과는 달리 거북이들 중에서 가장 쾌활하고 낙천적이다. 거북이들 중에서 피자를 가장 좋아하고, 코와붕가(Cowabunga)라는 명대사를 주옥같이 남긴 캐릭터이다. 운동 신경이 선천적으로 발달해서인지 별로 열심히 하지 않고도 길고 힘든 무술 수련을 그럭저럭 잘 소화해 낸다. 각종 영화 만화책, 애니메이션은 말할 것도 없고 잡지 및 미스터리 소설들을 오랫동안 꾸준히 읽은 그는 거북이들 중에서 가장 생생하고도 과도한 상상력의 소유자이다. 무기는 두개의 쌍절곤(Nunchakus)이나, 1997년 실사 텔레비전 시리즈를 방영할 때는 톤파로 변경되어 출연하였다. 1987년 애니메이션 시리즈의 시즌 3 후반부터는 무기로 쌍절곤보다 작은 닻이 달린 로프를 더 많이 사용하였다.

## 코믹북
작품 내에서는 그다지 활약 같은 것은 없었으나, 주로 재미를 추구하는 캐릭터로 묘사가 되었다. 빈도가 낮을 수밖에 없는 이유는 레오나르도는 리더, 도나텔로와 라파엘은 원작가가 좋아하는 캐릭터였기 때문이었다.

## TV 시리즈

### 1987년 애니메이션
초기에는 쌍절곤 하나만 있는 것으로 나왔으나, 곧 한 쌍으로 변경되었다. 일부 사람들은 이 시리즈의 미켈란젤로의 띠 색이 노란색으로 오인하는 경우가 있다. 영국에서 방영할 당시 미켈란젤로가 쌍절곤을 휘두르는 장면은 모두 삭제되었다. 시즌 3 후반부터는 쌍절곤보다 작은 닻이 달린 로프를 더 많이 사용하였다.

### 1997년 실사판
영국에서의 심의를 통과하기 위해 이 캐릭터의 무기를 쌍절곤에서 톤파로 변경하였다.

### 2003년 애니메이션
겁이 많아서인지 비명을 굉장히 자주 지른다. 다른 거북이들이 하지 않는 행동을 혼자서 하는 경우가 자주 있어서 빈축을 사기도 한다. 시즌 6에서는 평소에 자주 하지 못하던 게임을 더 할 수 있게 되어서 2일 동안 쉬지 않고 게임을 한 적이 있다. 시즌 6때의 무기만 쌍절곤의 길이를 자유자재로 조절할 수 있다.

## 극장판 시리즈

### 1990, 1991, 1993년 실사 영화
1990년 극장판과 1991년 극장판에서는 도나텔로와 개그 콤비를 하는 장면이 대부분이다. 1993년 극장판에서는 중간에 다른 거북이들과 떨어져서 한참 동안 등장하지 않기도 한다.

### 2007년 CG 영화
다른 거북이들과는 다르게 눈 색깔이 갈색이 아닌 푸른색으로 되어 있다. 돈을 벌기 위해 파티 대행 서비스업을 하고 있다.

## 기타

### 1996년 일본 OVA
이 캐릭터가 혼자서 튀는 성격은 이 시리즈에서도 마찬가지이다. 이 시리즈에서도 혼자서 일본에 놀러 나왔다는 말 하나로 구박을 받은 적이 있기도 하다.